# Війна не-персе

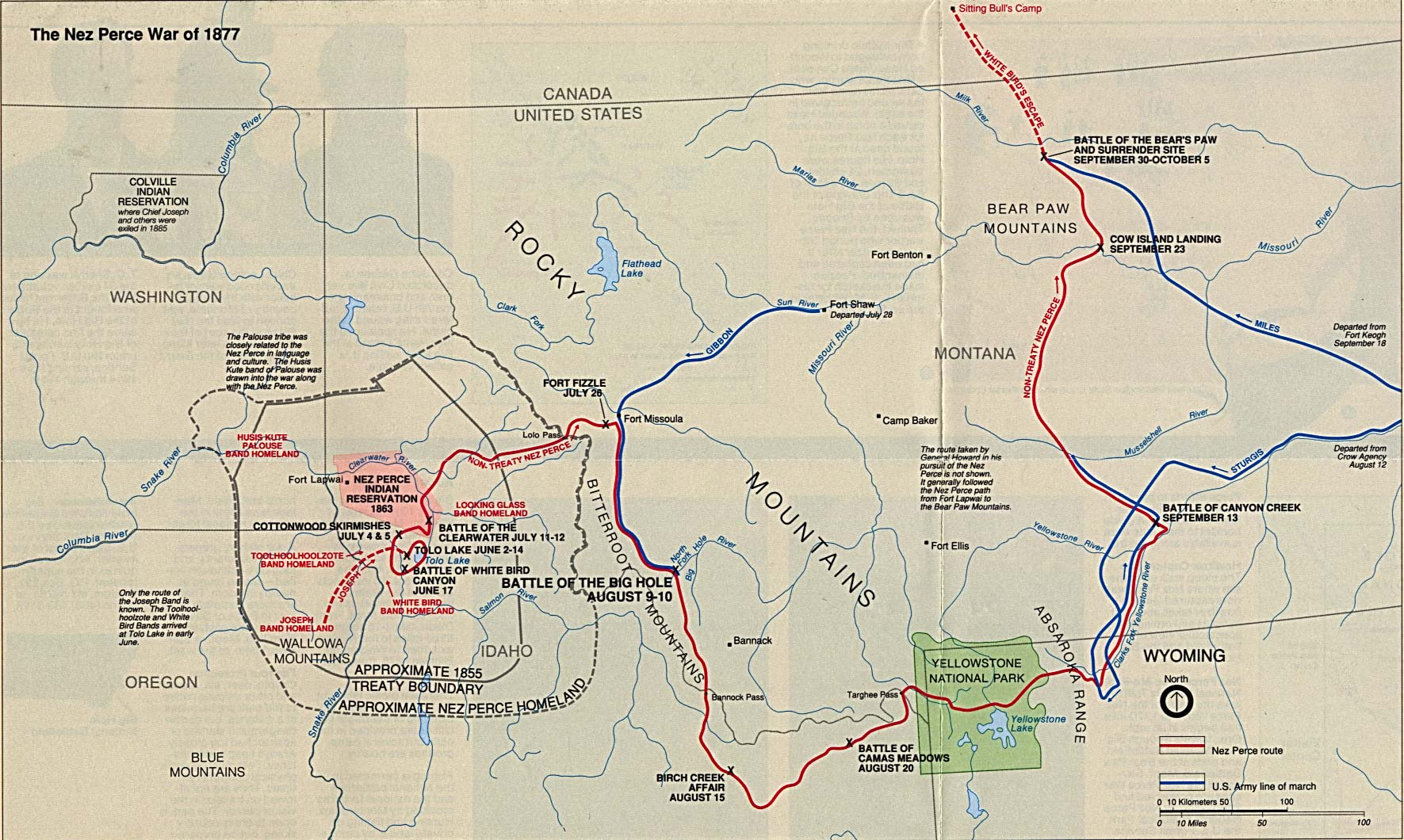
Карта основних подій війни не-персе

Війна не-персе (англ. Nez Perce War) — збройний конфлікт між американськими військовими та воїнами індіанських племен не-персе і паюти, що відбувався на заході Сполучених Штатів. Конфлікт, який тривав у червні-жовтні 1877 року, виник через відмову кількох груп племені не-персе, яких називають «індіанцями, які не підписали договір», відмовитися від своїх споконвічних земель на північному заході біля Тихого океану та переїхати до індіанської резервації на території Айдахо. Це примусове виселення було порушенням Договору Уолла-Уолла 1855 року, згідно з яким племені було надано 7,5 мільйонів акрів земель їхніх предків і право полювати та рибалити на землях, переданих урядом США.
Після перших збройних боїв у червні не-персе розпочали важкий шлях на північ, шукаючи допомоги у племені кроу. Після того, як кроу відмовилися надати їм допомогу, вони шукали притулку у племені лакота на чолі з Сидячим Биком, який у травні 1877 року втік до Канади, щоб уникнути захоплення після битви при Літтл Бігхорні 1876 року.
Не-персе переслідували окремі підрозділи армії США, з якими вони кілька разів вступили у бої та мали поодинокі сутички під час відступу на 1880 км. Війна закінчилася після останньої п'ятиденної битви, яка велася біля Снейк-Крік біля підніжжя гір Ведмежа Лапа в Монтані, лише за 64 км від канадсько-американського кордону. Переважна більшість уцілілих не-персе, представлена вождем Джозефом з групи Валлоу не-персе, після битви при Бер-По, здалася американським бригадним генералам Оліверу Отісу Говарду та Нельсону А. Майлзу. Білому Птаху з банди Ламатта не-персе вдалося уникнути захоплення американською армією після битви та втекти з невизначеною кількістю його групи до табору Сидячого Бика в Канаді. 418 людей не-персе, які здалися, включно з жінками та дітьми, були взяті в полон і відправлені потягом до Форт Лівенворта, штат Канзас.
Хоча вождь Джозеф є найвідомішим з лідерів не-персе, він не був єдиним загальним лідером. Не-персе очолювала коаліція кількох лідерів з різних племінних угруповань, які складали «не-договірну» не-персе, включаючи Оллокота від Валлоу, Білу Птицю з групи Ламатта, Тугулгулзота з групи Пікунін і Задзеркалля з Альповаї. Бригадний генерал Говард очолював Колумбійський департамент армії США, якому було доручено витіснити не-персе в резервацію, і чию юрисдикцію розширив генерал Вільям Текумсе Шерман, коли дозволив йому організувати дозволити переслідування тамтешніх мешканців. Саме під час остаточної капітуляції воїнів не-персе вождь Джозеф виголосив свою знамениту промову «Я більше ніколи не воюватиму», яку перекладав перекладач Артур Чепмен.
У редакційній статті New York Times 1877 року, яка описувала конфлікт, говорилося: «З нашого боку, війна була за своїм походженням і мотивом не що інше, як гігантська помилка та злочин».

### Промова Вождя Джозефа
| «Я втомився від боротьби. Наші вожді вбиті. Задзеркалля мертвий. Тугулгулзот мертвий. Усі старі померли. Саме юнаки кажуть «так» чи «ні». Той, хто вів юнаків [Оллокот], помер. Холодно, а ковдр у нас немає. Маленькі діти мерзнуть на смерть. Мої люди, деякі з них, втекли на пагорби, і не мають ні ковдр, ні їжі. Ніхто не знає, де вони – можливо, замерзнуть до смерті. Я хочу встигнути пошукати своїх дітей і подивитися, скільки їх я зможу знайти. Можливо, я знайду їх серед мертвих. Почуйте мене, мої начальники! Я втомився. Моє серце хворе і сумне. Там, де зараз стоїть сонце, я більше ніколи не воюватиму.» Оригінальний текст (англ.) «I am tired of fighting. Our chiefs are killed. Looking Glass is dead. Toohoolhoolzoote is dead. The old men are all dead. It is the young men who say, "Yes" or "No." He who led the young men [Ollokot] is dead. It is cold, and we have no blankets. The little children are freezing to death. My people, some of them, have run away to the hills, and have no blankets, no food. No one knows where they are – perhaps freezing to death. I want to have time to look for my children and see how many of them I can find. Maybe I shall find them among the dead. Hear me, my chiefs! I am tired. My heart is sick and sad. From where the sun now stands I will fight no more forever.» |